# Coleophora semistriatella
Coleophora semistriatella é uma espécie de mariposa do gênero Coleophora pertencente à família Coleophoridae.